# John Markoff
John Markoff (Oakland, 24 ottobre 1949) è un giornalista e scrittore statunitense che, insieme a Tsutomu Shimomura, contribuì all'arresto del famoso hacker Kevin Mitnick il 15 febbraio 1995.

## Biografia
Cresciuto a Palo Alto, si laurea all'università dell'Oregon nel 1976. Tornato in California, inizia a scrivere per The Nation, Mother Jones e la Saturday Review, specializzandosi quindi in articoli e libri dedicati all'informatica. Dal 1988 collabora con il New York Times.

Nel 1993 scrisse uno dei primi articoli sul World Wide Web, nell'ottobre 2006 introduce il concetto di Web 3.0.

## Pubblicazioni
- The High Cost of High Tech (con Lennie Siegel) (1985) ISBN 0-06-039045-X
- Cyberpunk: Outlaws and Hackers on the Computer Frontier (con Katie Hafner), Simon & Schuster, 1991, ISBN 0-671-68322-5
- Takedown: The Pursuit and Capture of America's Most Wanted Computer Outlaw (con Tsutomu Shimomura), 1995 ISBN 0-7868-6210-6
- What the Dormouse Said: How the 60s Counterculture Shaped the Personal Computer Industry (2005) ISBN 0-670-03382-0
- What the Dormouse Said: How the Sixties Counterculture Shaped the Personal Computer Industry, Penguin Books, 2006, ISBN 0143036769